# Velká Lhota (Vrchotovy Janovice)
Velká Lhota je malá vesnice, část městyse Vrchotovy Janovice v okrese Benešov. Nachází se asi 2 km na jihozápad od Vrchotových Janovic. V roce 2009 zde bylo evidováno 26 adres. Velká Lhota leží v katastrálním území Vrchotovy Janovice o výměře 13,18 km².

## Historie
První písemná zmínka o vesnici pochází z roku 1549.